# Campionato italiano maschile di pallacanestro 1927
Il campionato italiano maschile di pallacanestro 1927 rappresenta l'ottava edizione del massimo campionato italiano di pallacanestro.
Per la sesta volta in sette stagioni è stato vinto dall'ASSI Milano guidata da Guido Brocca: in questo caso si è trattato dell'ultimo titolo conquistato dalla squadra lombarda, a causa del suo stesso scioglimento. Come nella stagione precedente la finale vede di fronte ASSI Milano e YMCA Torino, confermando quest'ultima come seconda forza del campionato.

## Fase finale
Semifinali e finale si svolsero in un'unica giornata, l'11 dicembre 1927 a Milano.
|  | Semifinali       | Semifinali       | Semifinali  |             |             | Primo posto      | Primo posto      | Primo posto |  |
|  |                  |                  |             |             |             |                  |                  |             |  |
|  | YMCA Torino      | YMCA Torino      | 18          |             |             |                  |                  |             |  |
|  | YMCA Torino      | YMCA Torino      | 18          |             |             |                  |                  |             |  |
|  | Ginnastica Roma  | Ginnastica Roma  | 14          |             |             |                  |                  |             |  |
|  | Ginnastica Roma  | Ginnastica Roma  | 14          |             | ASSI Milano | ASSI Milano      | 17               |             |  |
|  |                  |                  |             |             | ASSI Milano | ASSI Milano      | 17               |             |  |
|  |                  |                  | YMCA Torino | YMCA Torino | 8           |                  |                  |             |  |
|  | ASSI Milano      | ASSI Milano      | YMCA Torino | YMCA Torino | 8           | 22               |                  |             |  |
|  | ASSI Milano      | ASSI Milano      |             |             |             | 22               |                  |             |  |
|  | Pompieri Venezia | Pompieri Venezia | 15          |             |             | Terzo Posto      | Terzo Posto      | Terzo Posto |  |
|  | Pompieri Venezia | Pompieri Venezia | 15          |             |             |                  |                  |             |  |
|  |                  |                  |             |             |             |                  |                  |             |  |
|  |                  |                  |             |             |             | Pompieri Venezia | Pompieri Venezia | 62          |  |
|  |                  |                  |             |             |             | Pompieri Venezia | Pompieri Venezia | 62          |  |
|  |                  |                  |             |             |             | Ginnastica Roma  | Ginnastica Roma  | 10          |  |

## Verdetti
- Campione d'Italia:  ASSI Milano

Formazione: Bruno Bianchi, Guido Brocca (capitano), Carlo Canevini, Aldo Roveda, Giuseppe Sessa, Alberto Valera, Giannino Valli, Camillo Veronesi. Allenatore: Guido Brocca.